# Francisco de Paula Leite e Oiticica
Francisco de Paula Leite e Oiticica (2 de abril de 1853 — 16 de julho de 1927) foi um advogado e político brasileiro. Foi deputado federal de 1891 a 1893 e senador por Alagoas de 1894 a 1900. Foi também pai do anarquista e filólogo José Oiticica.